# Sète
Sète [sɛt] oder Sete (bis zum 19. Januar 1928: Cette; im 17. und 18. Jahrhundert auch Sette, Septe, Cète, Cept geschrieben; okzitanisch: Seta [ˈseta]) ist eine Hafenstadt an der Mittelmeerküste Südfrankreichs. Sie ist mit 45.090 Einwohnern (Stand 1. Januar 2022) die drittgrößte Stadt im Département Hérault in der Region Okzitanien. Das Bureau centralisateur des gleichnamigen Kantons, der identisch mit dem Stadtgebiet ist, befindet sich in Sète. Die Bewohner werden Sétois und Sétoises genannt.

## Geographie

### Lage und Daten

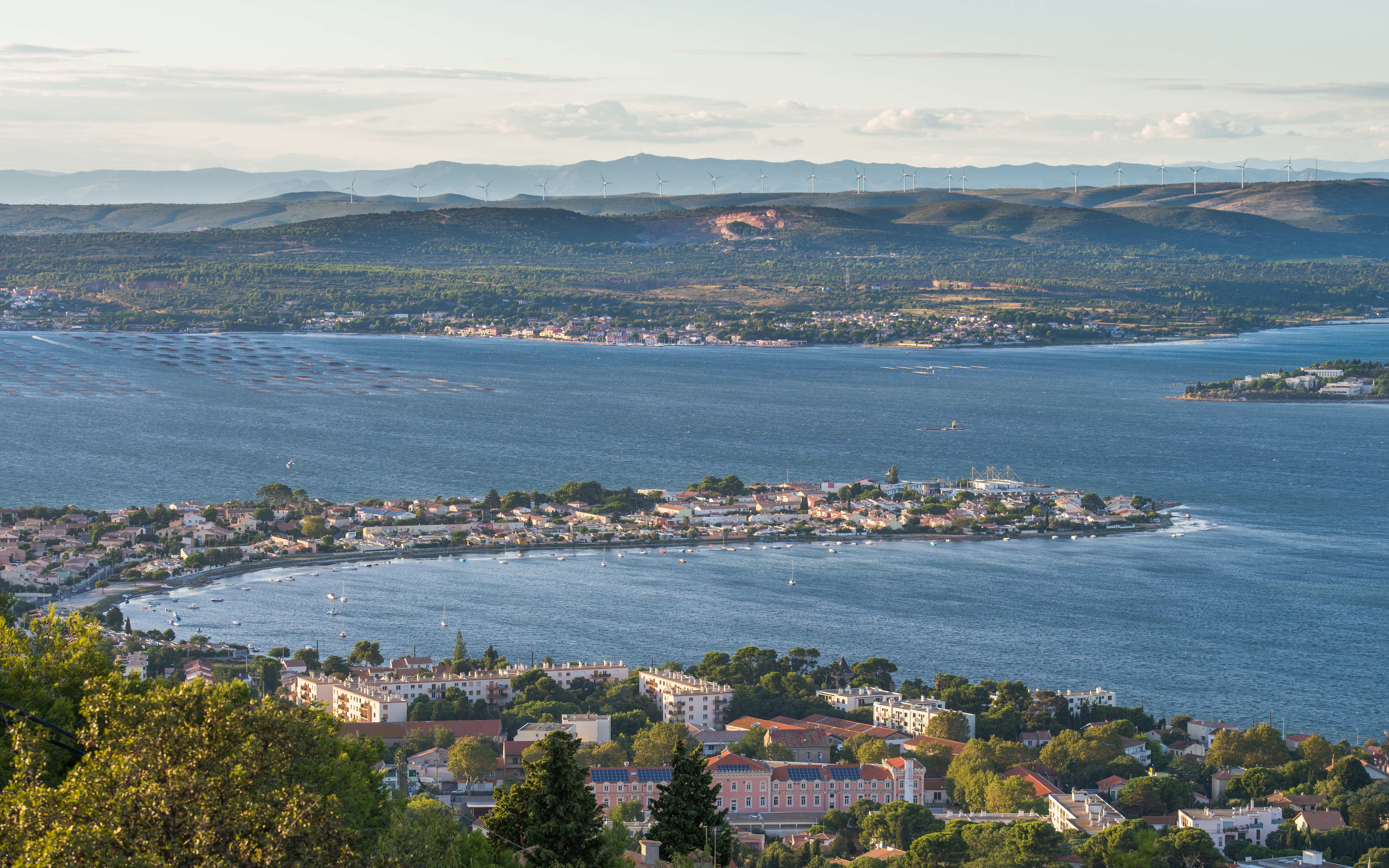
Étang de Thau

Die Stadt Sète liegt 32 km südwestlich der Stadt Montpellier direkt am Mittelmeer auf einer schmalen Landzunge zwischen dem Mittelmeer und der 18 km langen Lagune Étang de Thau (auch „Bassin de Thau“). Sète ist praktisch von allen Seiten von Wasser umgeben und wird deswegen auch als „Klein-Venedig des Languedoc“ bezeichnet. Das Zentrum der Stadt ist der Canal Royal (Königskanal), an dem viele Souvenirläden und Restaurants liegen. Stilistisch ist die Stadt eine Mischung mediterraner Stile mit deutlichem italienischem Akzent.
Das Quartier „Haut“, das sich am Stadthügel entlangzieht, hat bis heute seinen malerischen Charme behalten. Der 183 Meter hohe Stadthügel Mont Saint-Clair am südlichen Stadtrand, ein Kalksteinfelsen, bietet vom Gipfel aus in alle Himmelsrichtungen Panoramaaussichten über die Gewässer. Der Hafen besteht seit Juli 1666, der Patron von Hafen und Stadt ist der 1297 heiliggesprochene Ludwig IX.
Auf dem Weg über die Sandbank „Le Toc“ zum 19 km entfernten südwestlich von Sète gelegenen Ort Cap d’Agde befinden sich auf 15 km Länge verschiedene Sandstrände, die im Sommer von Einheimischen und Touristen zum Baden genutzt werden. Um den Étang de Thau haben sich im Laufe der Geschichte Fischer- und Winzerdörfer angesiedelt.

## Geschichte

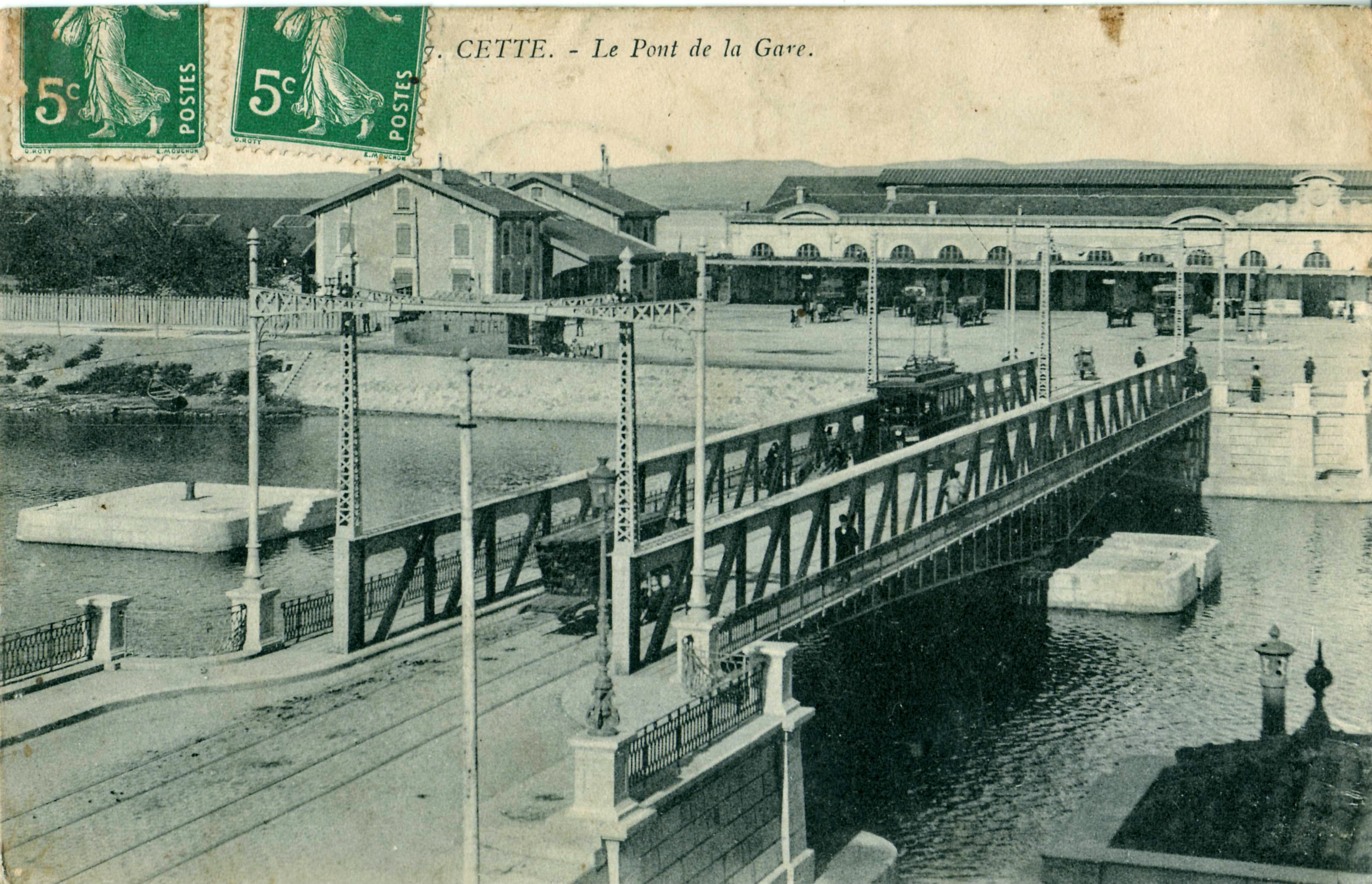
Straßenbahn auf der Drehbrücke Pont de la Gare vor dem Bahnhof auf einer Postkarte vor 1914

Bereits am Ende der Bronzezeit (1100–800 v. Chr.) lassen sich erste Spuren an der Stelle des heutigen Sète nachweisen. Sie wurden 1973 entdeckt und liegen im Bassin de Thau, unter 2 m Wassertiefe. In Sète wurde auch das Fragment eines Kupferbarrens in Form einer Ochsenhaut (sogenannte Ochsenhautbarren) entdeckt, das vermutlich ins späte 12. oder frühe 11. Jahrhundert v. Chr. datiert und bei dem es sich wahrscheinlich um eine in Sardinien produzierte Nachahmung zyprischer Ochsenhautbarren handelt. Der Name der Stadt erschien schon im Altertum bei Ptolemaios (Geographie II,10.2) als Σήτιον ὄρος (Berg Setion) und bei Avienus (Ora maritima) als „Setius mons“ mit gleicher Bedeutung und benannte den heutigen Mont Saint-Clair.
Im 16. Jahrhundert war der Ort noch kaum bewohnt, der Mont Saint-Clair diente als Seeräuberzuflucht. König Heinrich IV. plante, Cette per Dekret von 1596 zu einem Exporthafen für Waren des Languedoc auszubauen, was aber aus unbekannten Gründen nicht umgesetzt wurde. Erst Ludwig XIV. und sein Minister Jean-Baptiste Colbert ließen die Mole und den Hafen ausbauen, in Zusammenhang mit dem von 1667 bis 1681 angelegten Canal du Midi, der in Sète an das Mittelmeer angebunden ist. Am 29. Juli 1666 wurde offiziell die erste Steinmole „Saint Louis“ errichtet, 1684 besuchte der berühmte französische Festungsbaumeister Vauban die Stadt.
1703 erfolgte die Einweihung der Kirche SaintLouis. Vom 24. bis 29. Juli 1710 wurde Cette von einer englischen Flotte belagert und eingenommen, jedoch nach wenigen Stunden durch Truppen des Herzogs von Noailles, Adrien-Maurice de Noailles (1678–1766), befreit. 1711 wurden die Festungswerke Saint Pierre und Butte Ronde (runde Anhöhe/Hügel) fertiggestellt, 1794 der Ankauf des Rathausgebäudes. Der weitere Ausbau der Festung durch die Errichtung der Zitadelle Richelieu und des Turmes von Castellas erfolgte 1744.
Am 9. Juni 1839 bekam die Stadt durch die Eröffnung der Eisenbahnlinie Montpellier–Cette Anschluss an das Eisenbahnnetz, in den 1850er Jahren siedelten sich dort Fischer aus der Gegend von Neapel auf der Suche nach besseren Lebensbedingungen an. 1872 wurde die Handelskammer gegründet. 1901 erhielt die Stadt im Zuge der Stadtmodernisierung eine elektrische Straßenbahn, die 1933 stillgelegt wurde (siehe Straßenbahn Sète). Am 20. Januar 1928 wurde der Name der Stadt per Ministerialdekret auf die heutige Schreibweise Sète festgelegt.

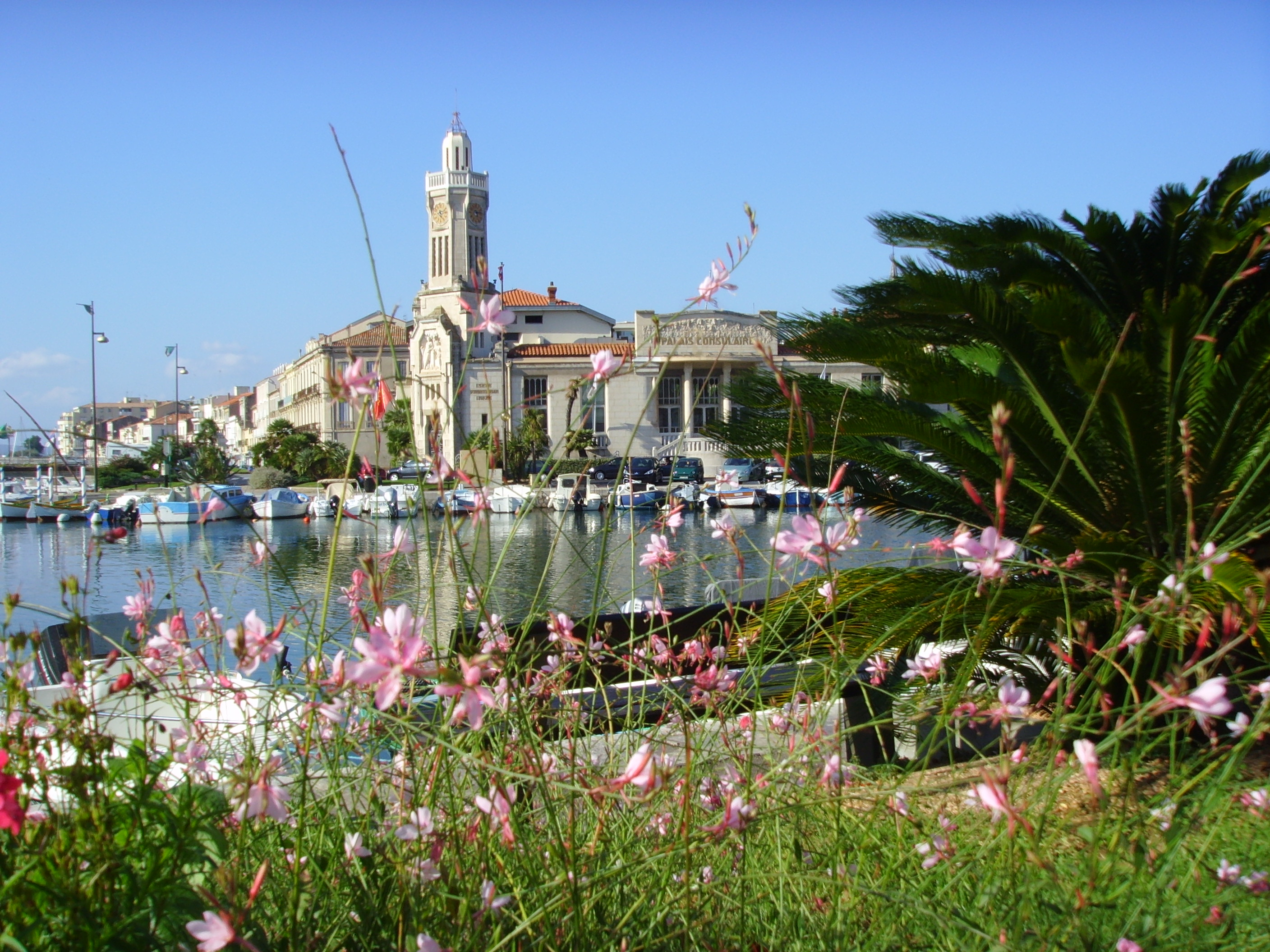
Mündung des Canal de la Peyrade in den Canal Royal – im Hintergrund das nach Plänen von Adolphe Dervaux 1928 gebaute Palais consulaire, bis 2013 Sitz der Industrie- und Handelskammer

### Spanischer Bürgerkrieg und Zweiter Weltkrieg
Aufgrund seiner geographischen Gegebenheiten bot der Hafen von Sète eine der wenigen Möglichkeiten an der französischen Mittelmeerküste, massenhaft Flüchtlinge aufzunehmen, die über das Meer dem Spanischen Bürgerkrieg und dem Vorrücken der Franco-Truppen entkommen wollten. Die französischen Behörden trafen für diesen Fall bereits seit 1934 Vorkehrungen und verstärkt dann ab 1937.
Als Anfang 1939 im Zuge der Retirada die Flüchtlingsströme anschwollen, standen im Département Hérault etwa 6.000 Plätze für spanische Flüchtlinge bereit, davon 750 in Sète in einem Ferienzentrum der Jeunesses laïques républicaines (Republikanische laizistische Jugend). Tatsächlich aber waren die Zahlen der Flüchtlinge, die Sète und sein Umland – vor allem das Internierungslager Camp d’Agde – unterbringen musste, deutlich höher.
- März 1939: 7.256 republikanische Soldaten; 612 Nicht-Kombattanten; 1.109 Frauen und Kinder; 614 Verwundete und Kranke
- Mai 1939: 24.985 republikanische Soldaten; 467 Nicht-Kombattanden; 718 Frauen und Kinder; 541 Verwundete und Kranke
- Juli 1939: 17.034 republikanische Soldaten; 191 Nicht-Kombattanten; 322 Frauen und Kinder; 150 Verwundete und Kranke (150)
- September 1939: 3.285 republikanische Soldaten; 149 Nicht-Kombattanten; 232 Frauen und Kinder.

In Sète selber verblieb nur ein Teil dieser Flüchtlinge; der Höchststand in der Stadt wurde Mitte April 1939 mit 2.541 Personen erreicht. Nach Parello war es dank der guten touristischen Infrastruktur der Stadt möglich, Unterkünfte für die Ankommenden zur Verfügung zu stellen, besonders in Ferienkolonien und Jugendlagern. Bis Mitte Mai 1939 existierte zudem ein eigenes Lager für baskische Flüchtlinge, dessen Bewohner nun nach Pézenas verlegt wurden. Etwa zur gleichen Zeit, am 23. Mai 1939, verließen vom Hafen Sète aus 1.599 spanische Republikaner an Bord des Schiffes Sinaïa Europa. Sie waren zuvor in Frankreich interniert gewesen und hatten von Mexiko unter dessen Präsidenten Lázaro Cárdenas del Río Asyl erhalten. Die Exilanten, darunter 300 Kinder, mussten sich auf der bis zum 13. Juni dauernden Überfahrt nach Veracruz mit einem Schiff begnügen, das lediglich über eine Kapazität für 600 Personen verfügte.
Sète blieb nach Parello weiterhin ein Unterkunftszentrum für spanische Männer, die keine Soldaten gewesen waren, sowie für Frauen und Kinder. Unterbringungsorte waren – neben dem schon erwähnten Ferienzentrum der Jeunesses laïques républicaines, das vermutlich bis Ende 1939 Flüchtlinge beherbergte, und zunächst Kinder, später dann verwundete Soldaten aufnahm, die Villa „La Raimondière“ für Kinder, das Krankenhaus-Hospiz Saint-Charles und weitere Krankenhäuser oder krankenhausähnliche Einrichtungen (Centro heliomarino). Ob Sète über das Jahr 1939 hinaus weiterhin ein relevanter Ort zur Unterbringung spanischer Flüchtlinge war, ließ sich nicht ermitteln.
Einem Zeitzeugenbericht zur Folge erreichte Sète nach den spanischen Flüchtlingen eine weitere Flüchtlingswelle nach dem Waffenstillstand von Compiègne (1940). Diesmal waren es vor allem Belgier, Niederländer und Franzosen aus Nordfrankreich, die auf der Flucht vor der deutschen Wehrmacht in die Stadt strömten. Zwei Jahre später, am 12. November 1942 wurde Sète von den Deutschen besetzt; der Hafen wurde geschlossen, den Fischern die Ausfahrt verboten. Bereits seit 1941 existierte aber in Sète auch eine Widerstandsgruppe, die erst 1944 entscheidend geschwächt werden konnte. Führende Köpfe wurden von der Gestapo verhaftet und nach Deutschland deportiert.
Im Frühjahr 1943 wurde die Bevölkerung von Sète evakuiert, eine von den Deutschen betriebene Aktion, wie die The New York Times am 9. Juli 1943 berichtete. Bei einem Angriffe der Alliierten wurde am 25. Juni 1944 – neben anderen Zielen an der Küste des Languedoc – auch der Rangierbahnhof von Sète bombardiert.

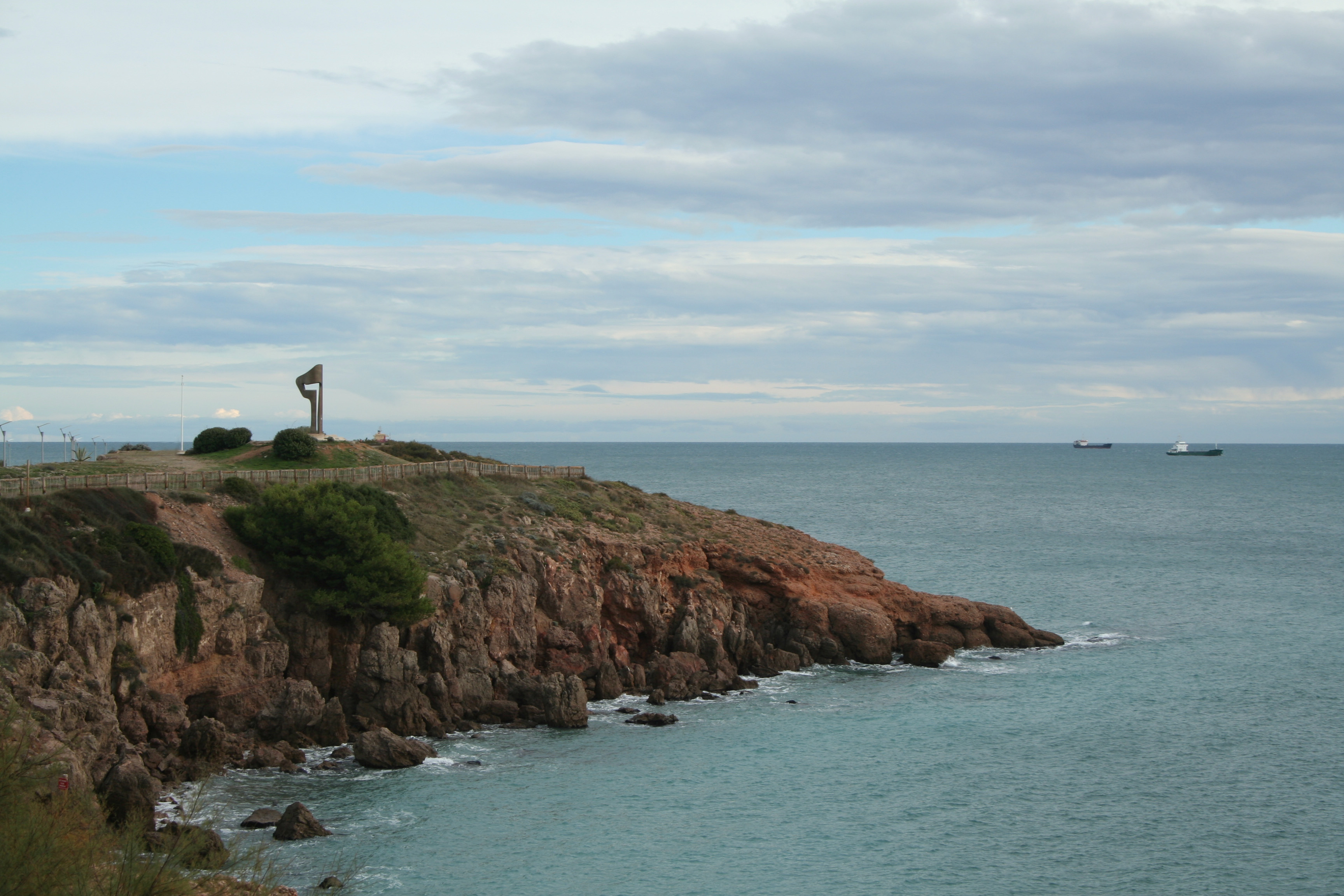
Denkmal für die Opfer des Widerstands und der Deportation. Das Denkmal wurde auf einer Kasematte aus dem Zweiten Weltkrieg errichtet.

Am 23. August 1944 wurde Sète von der deutschen Besetzung befreit. Bei einer Gedenkrede im Jahre 2023 erinnerte Bürgermeister François Commeinhes am Fuße des Rose Roc, des Denkmals für die Opfer des Widerstands und der Deportation; an die noch immer sichtbaren Folgen der Besetzung.

« Les couvre-feux, les humiliations, la mort, les témoignages de cette époque sont rares dans notre Ville, mais à la libération, les garnisons allemandes se replient en détruisant une partie de la Ville, dont les vestiges ressurgissent encore aujourd’hui. Ce mot ‹ libération › reste chargé d’amertume et de cendres. Je supplie nos enfants de demeurer fidèles à l’idéal de liberté, d’égalité et de fraternité. »

„Ausgangssperren, Demütigungen, Tod – es gibt nur wenige Zeugnisse aus dieser Zeit in unserer Stadt, aber bei der Befreiung zogen sich die deutschen Garnisonen zurück und zerstörten einen Teil der Stadt, wovon heute noch Spuren zu sehen sind. Das Wort ‚Befreiung‘ bleibt mit Bitterkeit und Asche behaftet. Ich flehe unsere Kinder an, dem Ideal der Freiheit, Gleichheit und Brüderlichkeit treu zu bleiben.“

### Séte und das Schicksal der Exodus

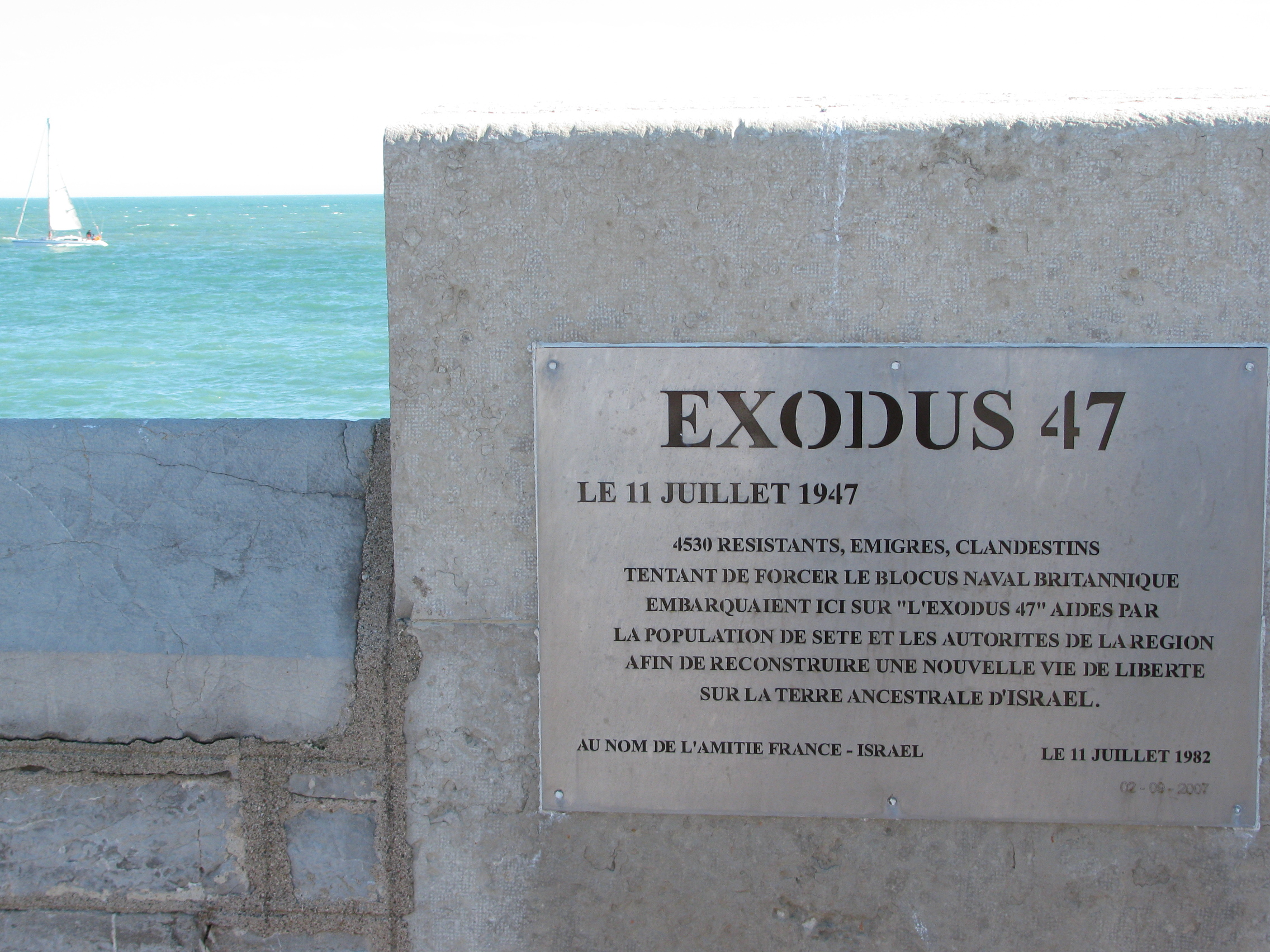
Gedenktafel auf der Mole von Sète zur Erinnerung an die Abfahrt der Exodus am 11. Juli 1947

Am 11. Juli 1947 verließ der ehemalige Truppentransporter President Warfield den Hafen von Sète. An Bord: 4.554 jüdischen Flüchtlingen, die den Holocaust überlebt hatten und in Palästina eine neue Heimat suchten. Das Schiff, das außerhalb der französischen Hoheitsgewässer den Namen Exodus 1947 erhielt, wurde vor der palästinensischen Küste von den Briten aufgebracht. Die Passagiere wurden auf andere Schiffe umgeladen und nach Europa zurücktransportiert. 75 erschöpfte Passagiere erhielten von Frankreich Asyl, die anderen wurden über Gibraltar in den Hafen von Hamburg gebracht.

### Bevölkerungsentwicklung
| Jahr                       | 1962   | 1968   | 1975   | 1982   | 1990   | 1999   | 2006   | 2017   | 2022   |
| -------------------------- | ------ | ------ | ------ | ------ | ------ | ------ | ------ | ------ | ------ |
| Einwohner                  | 36.301 | 40.476 | 39.258 | 39.545 | 41.510 | 39.542 | 43.008 | 43.229 | 45.090 |
| Quellen: Cassini und INSEE |        |        |        |        |        |        |        |        |        |

## Politik

### Partnerstädte
- Neuburg an der Donau (Deutschland)
- El Jadida (Marokko)
- Cetara (Italien)

## Kultur und Sehenswürdigkeiten
In den Gässchen von Sète befinden sich viele Maler-Ateliers. Den Poeten Georges Brassens und Paul Valéry sind allein schon vier verschiedene Museen gewidmet. Für Menschen, die das Wasser lieben, ist Sète ein Ort der künstlerischen Inspiration.

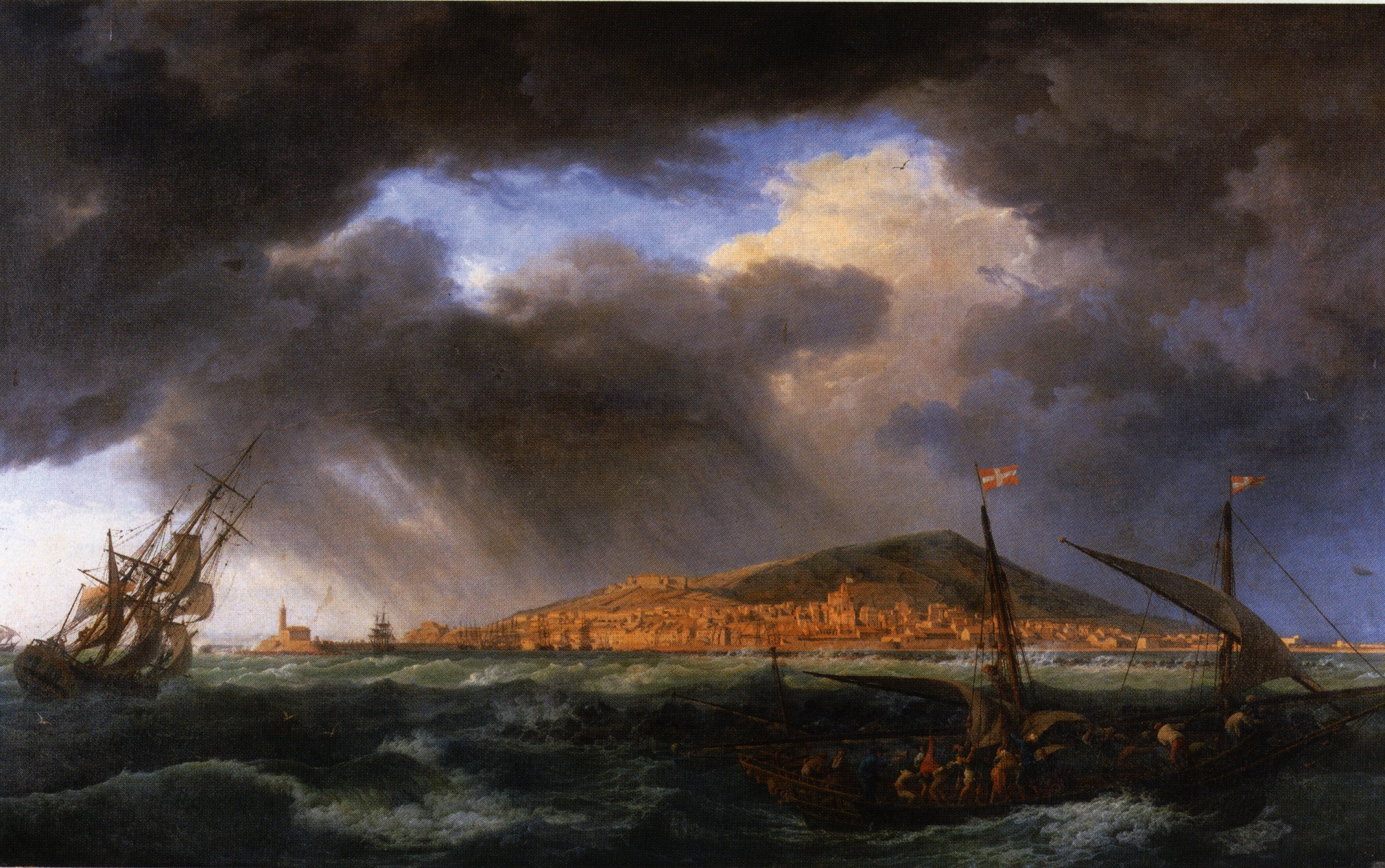
Claude Joseph Vernet: Ansicht des Hafens von Cette
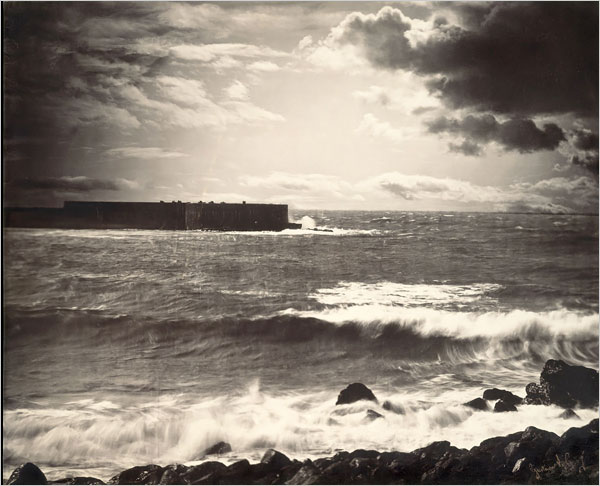
„The Great Wave, Sète“ (1857) Fotografie von Gustave Le Gray
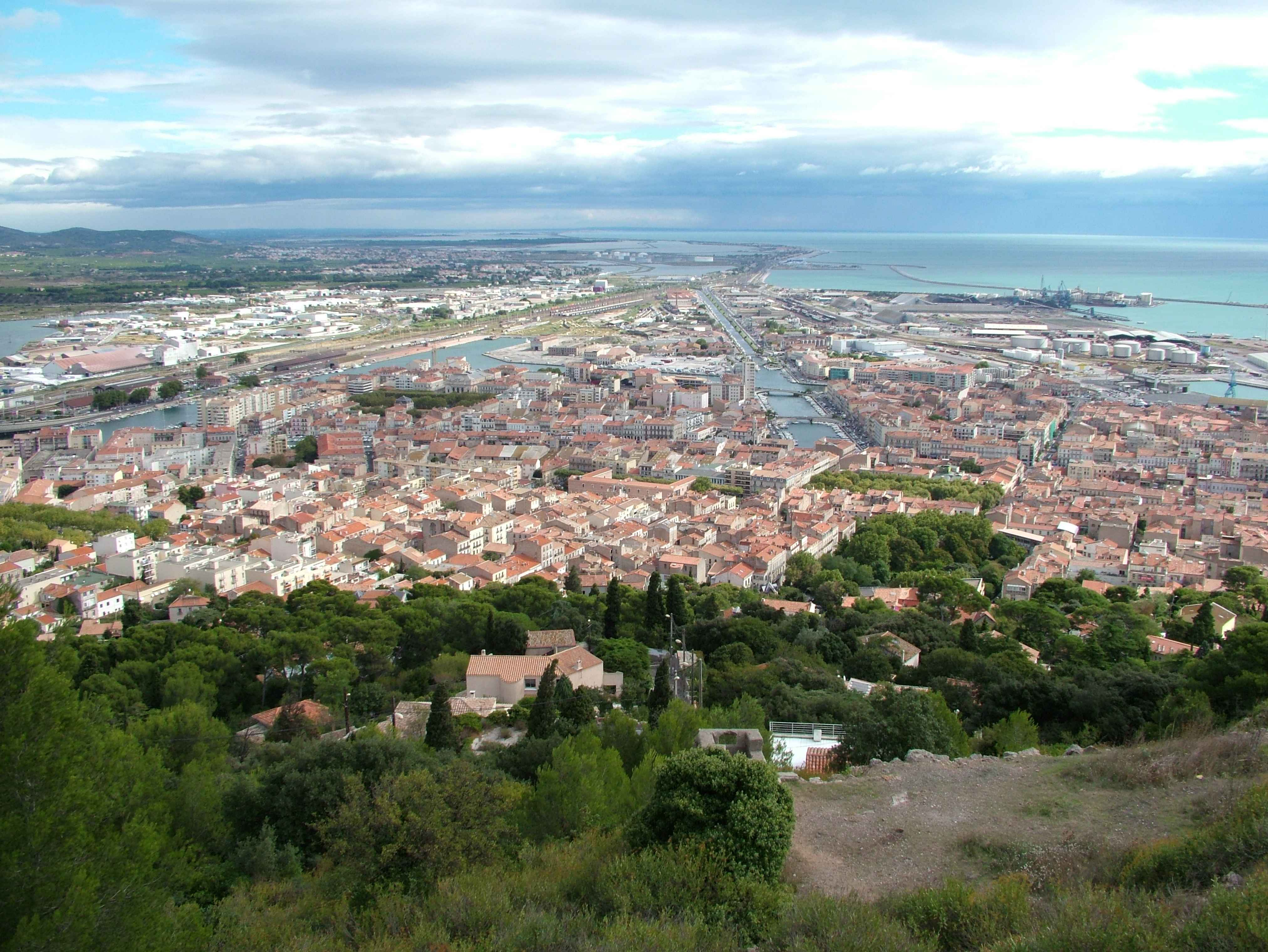
Sète vom Mont Saint-Clair in Richtung Osten
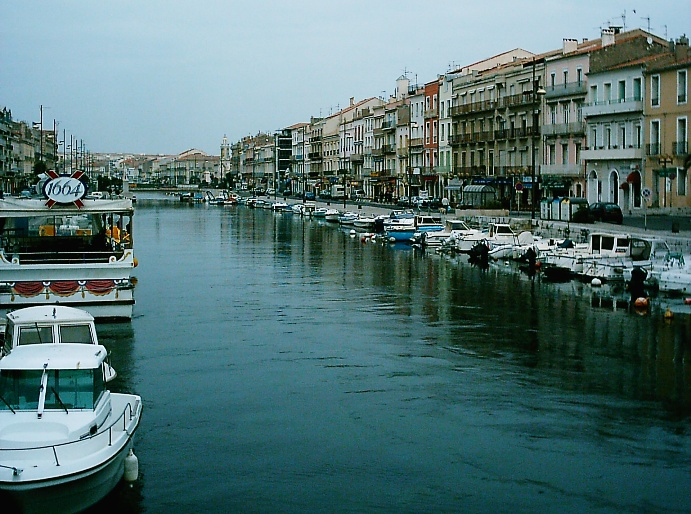
Canal Royal

### Museen
- Musée Paul Valéry: Ausstellung zur Stadtgeschichte und zum Dichter Paul Valéry. Unmittelbar neben dem Museum befindet sich der „Cimetière marin“, den Valéry in einem seiner Gedichte würdigt. Dort ist auch sein Grab.
- Espace Georges Brassens: Museum zum Gedenken des Sängers und Dichters Georges Brassens. Auch er ist, entsprechend seinem Wunsch, in der Nähe begraben, auf dem 1877[13] angelegten Friedhof Le Py.

### Aussicht und Friedhof

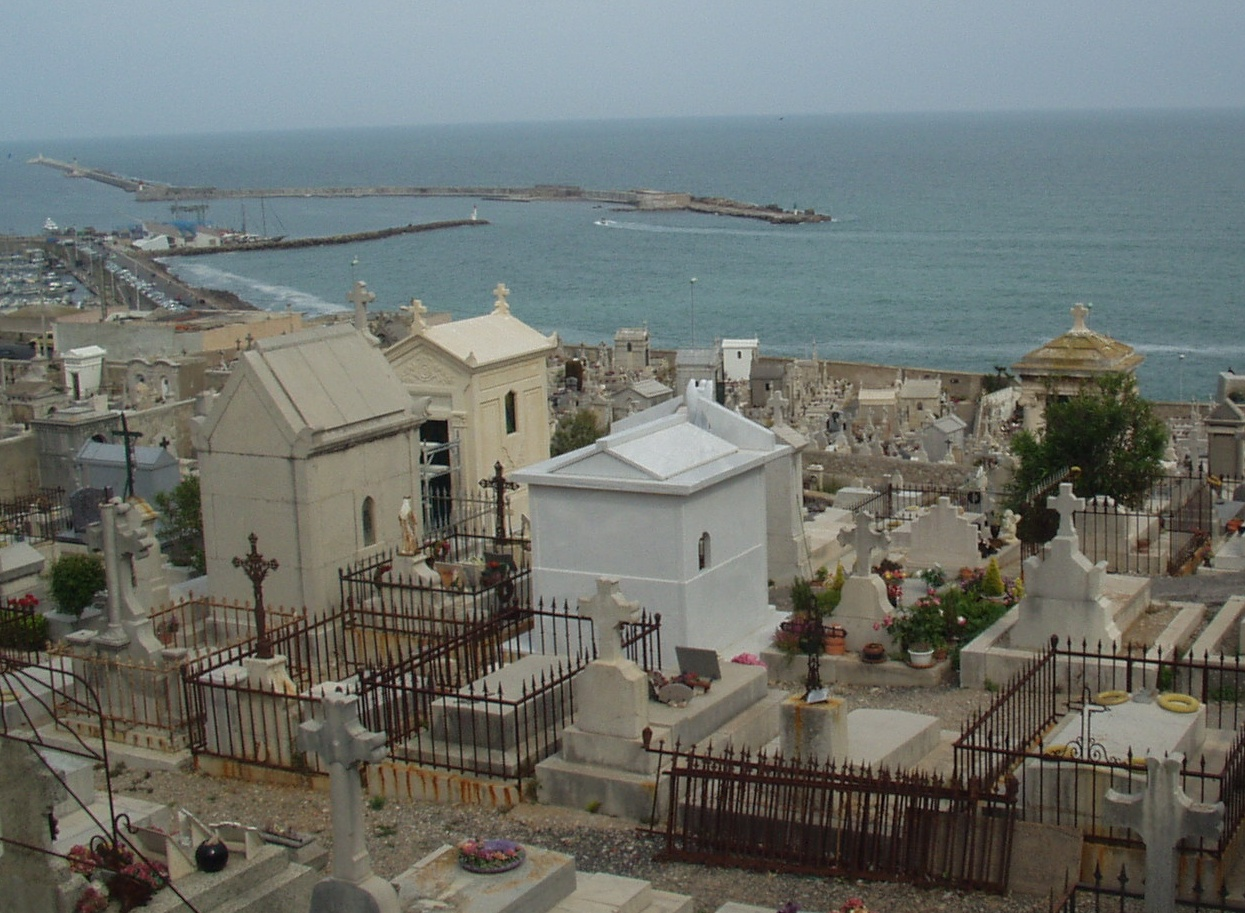
Cimetière marin

- Mont Saint-Clair (175 m): schöne Aussicht auf die Stadt Sète und den Étang de Thau.
- Cimetière Marin mit den Grabstätten von Paul Valéry und Jean Vilar,[13] gilt als eines der bekanntesten Friedhöfe Frankreichs, aufgrund des erwähnten Meeresblick in der Weltliteratur[14]

### Veranstaltungen

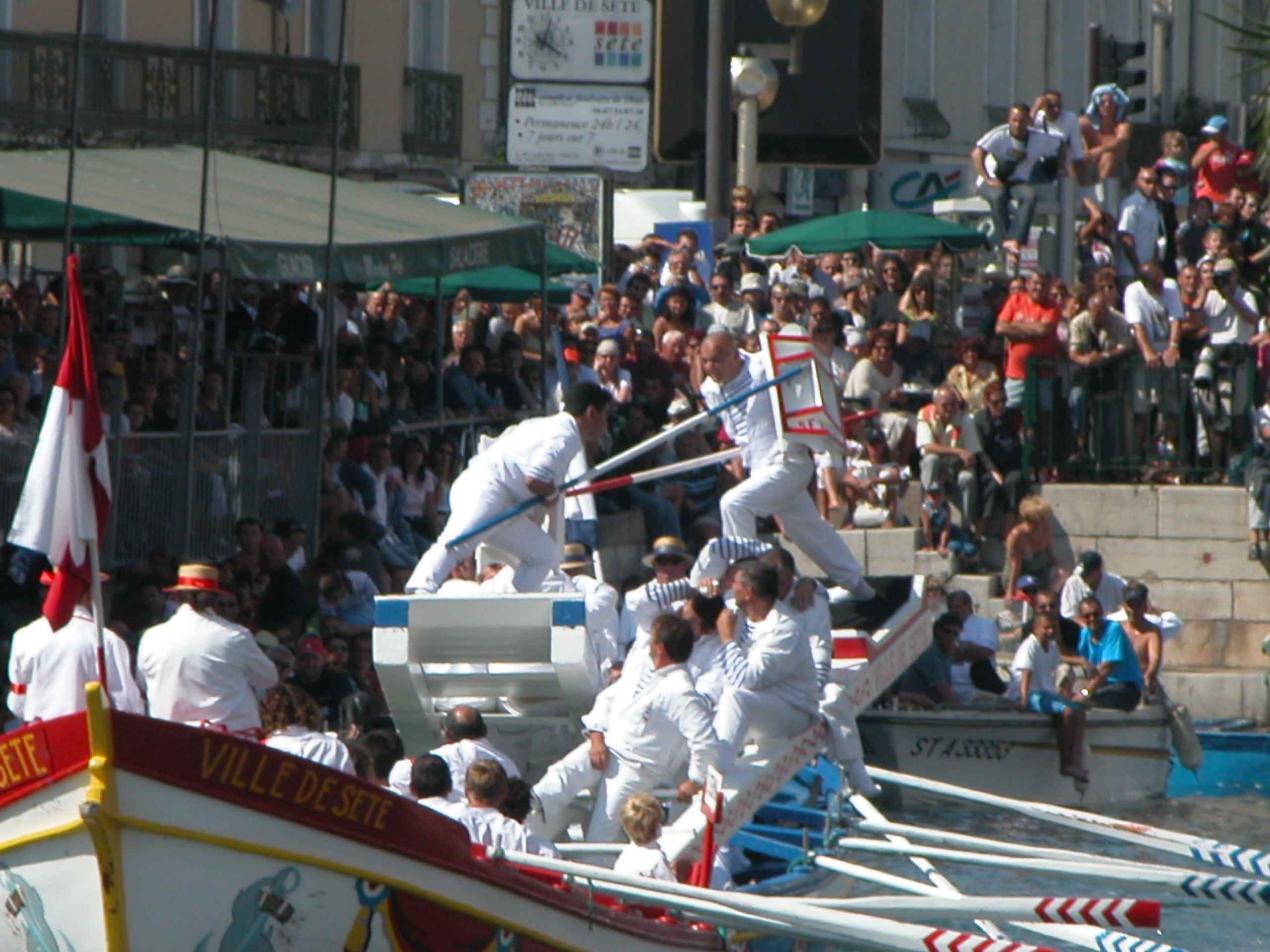
Joutes nautiques in Sète

Kulturelle Veranstaltungen: Die Stadt feiert im direkt am Meer gelegenen „Théâtre de la Mer“ alljährliche kulturelle Veranstaltungen und Festivals.
Sète gilt nach Auffassung einer ARTE-Reportage als Hauptstadt des Fischerstechens: Am 25. August findet im „Canal Royal“ seit der Eröffnung des Hafens im Jahr 1666 traditionellerweise ein Schifferstechen (Joute Nautique „Fête de la Saint Louis“) statt, bei dem zwei Parteien mit ihren Booten ein Kampfspiel veranstalten. Dabei geht es darum, mit Schild und Lanze bewaffnet von einer kleinen Schiffsplattform aus den Gegner auf seiner Schiffsplattform ins Wasser zu stoßen. Die Kämpfer werden von Musik auf der traditionellen Oboe des Languedoc (Autbòi) und der Trommel begleitet.

### Kulinarisches
Die Markthalle von Sète und die Fischrestaurants sind berühmt für ihre mediterranen Spezialitäten, dies sind Austern, die „Tielles“ (Tintenfisch im Teigmantel mit Tomatensauce), das „Aioli“ (würzige Knoblauchmayonnaise), die „Bourride“ (landestypische Fischsuppe mit Brot), die „Rouille de Seiches“ (geschmorte Sepia) sowie weitere Arten von Meeresfrüchten.

## Wirtschaft und Infrastruktur
Sètes Wirtschaft ist vom Hafen geprägt, der mit seinem Handelsvolumen von 3,6 Millionen Tonnen (2005) an der französischen Mittelmeerküste hinter Marseille an zweiter Stelle, insgesamt in Frankreich an elfter Stelle steht. Der Hafen Sète bedient unter anderem die Fischerei (Sardinen, Makrelen und Tunfisch). Sète ist der wichtigste französische Fischereihafen am Mittelmeer. Die morgendliche Heimkehr der Fischkutter, die von zahllosen Möwen begleitet werden, geben dabei täglich ein einzigartiges Bild ab. Die Hälfte der auf dem Frischmarkt in der Fischauktionshalle am Vieux Port, dem „Alten Hafen“, versteigerten Fische wird in die Nachbarländer Spanien und Italien verkauft. Der Hafen dient überdies dem Export von Wein und dem Fährverkehr nach Nordafrika.
Des Weiteren ist die Westseite der abwasserfreien Lagune des Étang de Thau (gespeist vom Canal du Midi mit kalkreichem Wasser aus den Pyrenäen) ein idealer Ort für die Austernzucht – hier wachsen 20 Prozent der französischen Austernproduktion, sowie die Zucht von Muscheln.
Touristisch werden Badetourismus und die Vermietung von Hausbooten angeboten, mit denen man ohne Führerschein durch die Kanäle nach Toulouse (durch den Canal du Midi) oder in Richtung Rhône fahren kann (Rhône-Sète-Kanal).

### Verkehr

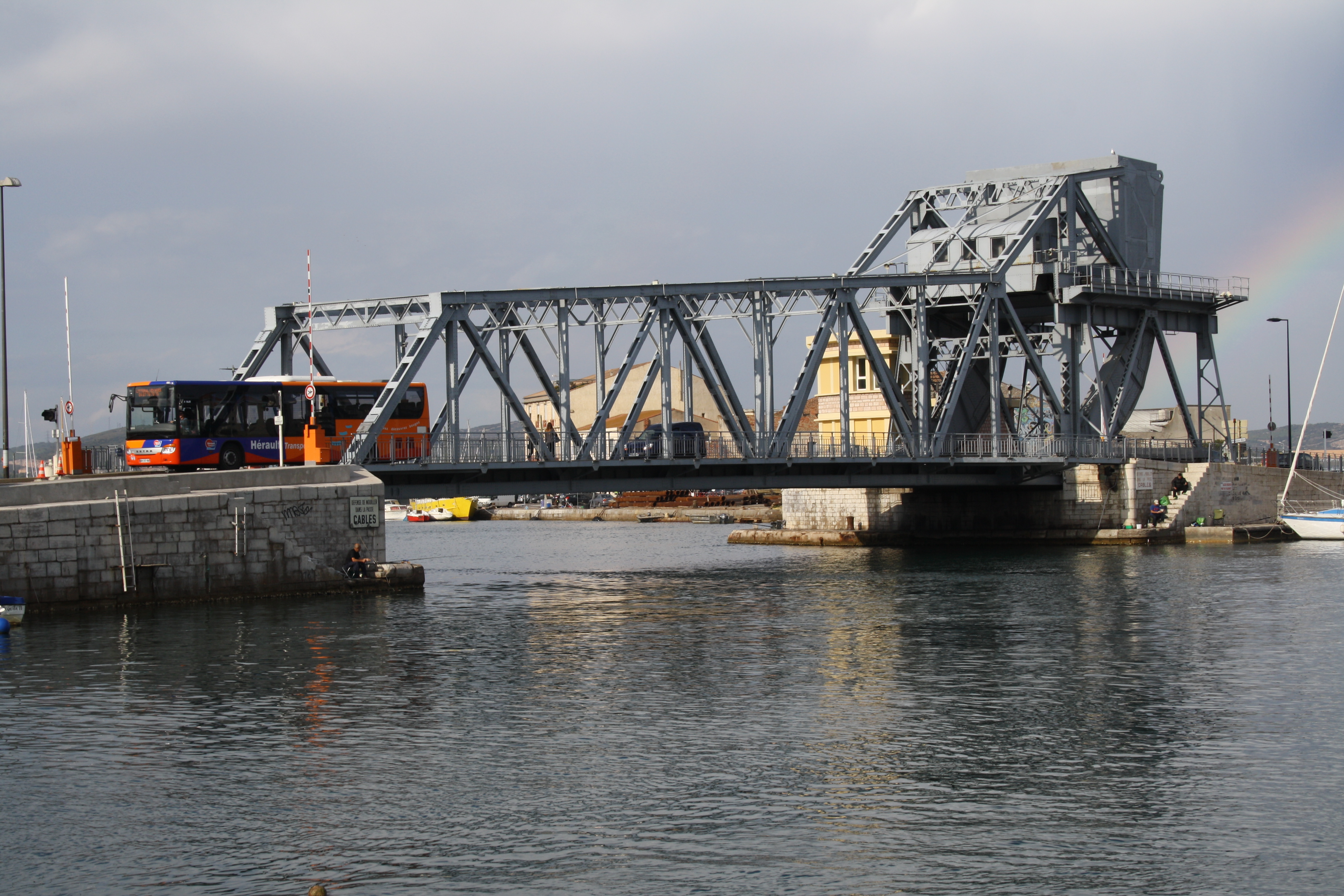
Klappbrücke Pont du Tivoli

Sète hat zwölf Brücken, darunter drei Klapp- und zwei Drehbrücken.
Sète ist mit allen Verkehrsmitteln gut zu erreichen.
- Straße
  - In der Nähe von Sète verläuft die französische Autobahn A 9, die bei Orange von der Autoroute du Soleil A 7 abzweigt und zur spanischen Grenze führt. Mit der Autobahn ist die Stadt durch die N 300 verbunden.

- Zugverbindungen
  - Im Bahnhof Sète treffen die elektrifizierten Bahnstrecken Bordeaux–Sète und Tarascon–Sète-Ville aufeinander. Es bestehen Verbindungen nach Barcelona, Marseille, Lyon, Paris und Straßburg.

- Schiffsverbindungen

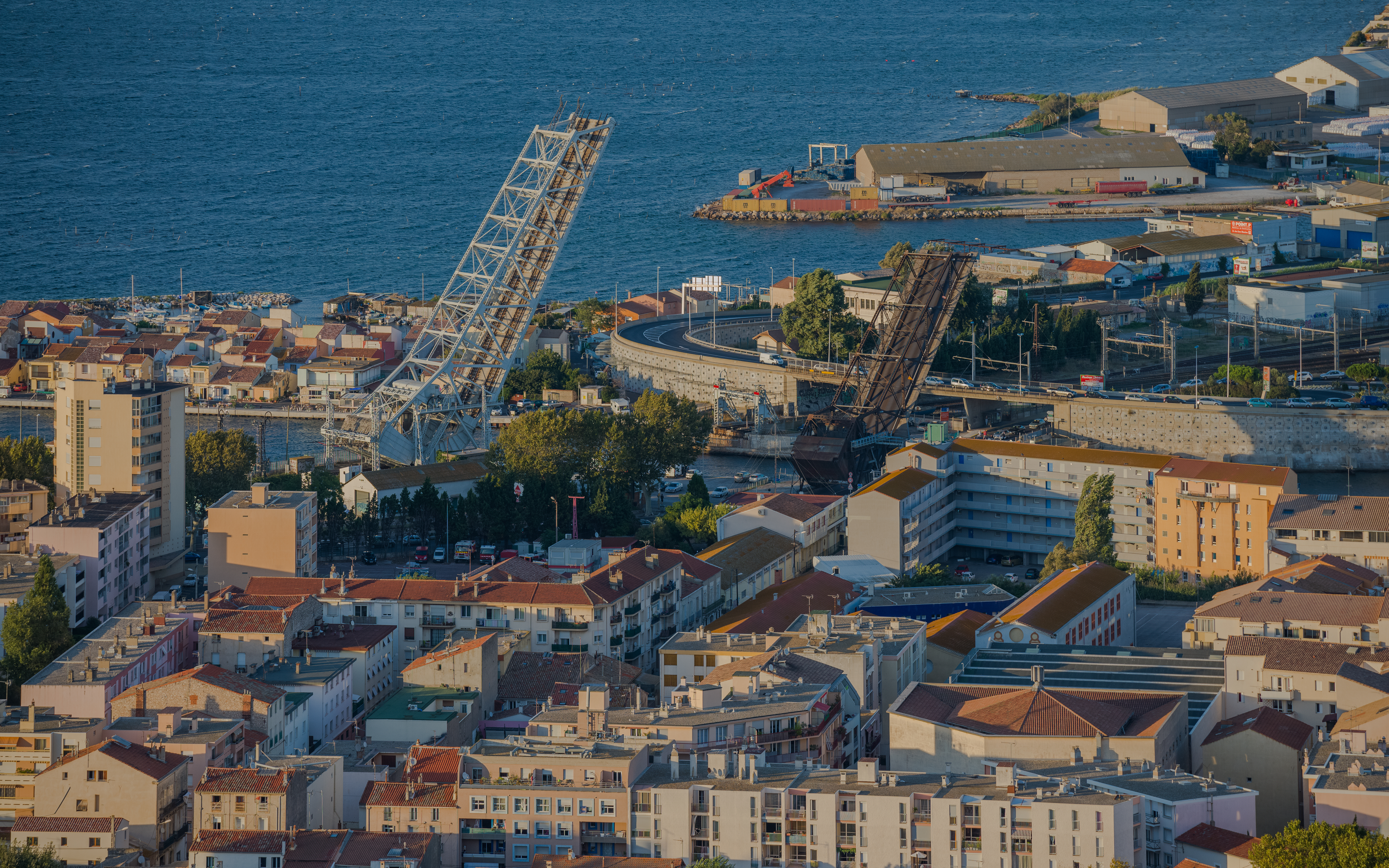
Klappbrücken Pont Maréchal Foch der Bahnstrecke Bordeaux–Sète (links) und Pont Sadi Carnot (Straßenbrücke, 2019 durch einen Neubau ersetzt) über den Canal Royal in geöffnetem Zustand

  - Es bestehen Fährverbindungen nach Tanger und Nador in Marokko.[16]
  - In Sète endet der Canal du Rhône à Sète (98 km). Jenseits des Étang de Thau beginnt der Canal du Midi, der nach Toulouse führt.

- Flughafen
  - einer Entfernung von ca. 30 km liegt der Aéroport Montpellier Méditerranée. Dieser Flughafen hat Verbindungen in Frankreich und nach Europa (nach Deutschland zum Flughafen Frankfurt-Hahn, Düsseldorf und zum grenznahen Flughafen Basel).

### Sport
Der FC Sète 34 (gegründet 1900) gehörte zu den erfolgreichsten französischen Fußballvereinen zwischen den Weltkriegen. 1934 wurde er als Erster in ein und demselben Jahr Französischer Fußballmeister und Pokalsieger (das sog. Double). Die Volleyball-Männer von Arago de Sète spielen in der ersten französischen Liga (Pro A) und in der Champions League.

## Persönlichkeiten
Sète ist die Geburtsstadt von:
- Jean Baptiste Barthélemy de Lesseps (1766–1834), Reisender, Schriftsteller und Diplomat
- Jean-Félix Adolphe Gambart (1800–1836), Astronom
- Étienne-Louis Arthur Fallot (1850–1911), Arzt, nach ihm ist die Fallot-Tetralogie benannt
- Stanislas-François Jarlin (1856–1933), Missionar, Ordensbruder und römisch-katholischer Bischof
- Paul Valéry (1871–1945), Schriftsteller
- Paul-Marie Masson (1882–1954), Musikpädagoge und Hochschullehrer
- Marcel Jeanjean (1893–1973), Illustrator
- Cerf Lurie (1897–1987), Politiker (UNR)
- Yvette Labrousse (1906–2000), Miss France und spätere Begum Aga Khan
- Paul Durand (1907–1977), Komponist
- Jean Vilar (1912–1971), Schauspieler, Gründer des Festivals von Avignon
- Pierre Nocca (1916–2016), Bildhauer
- Pierre Danzelle (1917–1988), Fußballspieler und -trainer
- Georges Brassens (1921–1981), Musiker und Dichter
- Manitas de Plata (1921–2014), Musiker
- Miguel Lluch (1922–2016), spanischer Regisseur
- Henri Serre (1931–2023), Schauspieler
- Yves Rouquette (1936–2015), okzitanischer Romancier
- Jean Rouquette (* 1938), römisch-katholischer Geistlicher und Dichter
- Richard Engel (* 1940), deutscher Regisseur
- Jean-Claude Martinez (* 1945), Politiker (FN)
- Alain Cerrato (1950–2001), Fußballspieler
- Corinne Desarzens (* 1952), französisch-schweizerische Schriftstellerin und Journalistin
- Simon Sutour (* 1952), Politiker (PS)
- Hervé Di Rosa (* 1959), Maler
- Richard Di Rosa (* 1963), Bildhauer
- Alexandre Vallès (* 1975), Schauspieler, Musiker und Filmemacher
- Fabien Dugrip (* 1976), Beachvolleyballspieler
- Fanny (* 1979), Sängerin
- Ève Angeli (* 1980), Popsängerin
- Laurent Vidal (1984–2015), Triathlet
- Andy Delort (* 1991), Fußballspieler
- Charles Bolzinger (* 2000), Handballspieler